# Mademoiselle Maurice
Pour les articles homonymes, voir Maurice.
Mademoiselle Maurice, pseudonyme de Marie Saudin, née à Annemasse le 31 janvier 1984, est une artiste plasticienne française. Elle est connue pour ses œuvres réalisées à partir d'origamis, ses couleurs arc-en-ciel et ses installations monumentales, mais pratique également la peinture et autres techniques mixtes.
Elle explore des thèmes tels que la nature humaine, sa relation à l'environnement, l'écologie. Ses œuvres éphémères essentiellement constitués de papier et de fils, généralement aux couleurs de l'arc-en-ciel, faisant ainsi référence au Rainbow Warrior de Greenpeace, à la nation arc-en-ciel, au drapeau pour la paix, lequel correspond au mouvement LGBT.
Associée au mouvement street-art, l'artiste expose librement dans l'espace public dans le monde entier.

## Biographie
Marie Saudin a grandi en Haute-Savoie. Diplômée en architecture d'intérieur à l'école Supérieure d'Architecture Intérieure de Lyon, elle travaillera pour un cabinet d'architectes à Genève avant de commencer sa carrière dans l'art urbain en 2009, sous le nom de Mademoiselle Maurice.
En 2010, elle part s'installer au Japon pour différents projets artistiques mais elle rentre précipitamment en mars 2011 à cause de l'accident nucléaire de Fukushima. La catastrophe déclenchera chez l'artiste son militantisme antinucléaire et plus globalement son artivisme actuel. En 2012, elle réalise sa première installation d'origamis en papier dans la rue à Paris dévoilant le mot "NON" et s'inspirant de la légende des mille grues.
L'artiste est aujourd'hui représentée par la galerie Mathgoth, située rue Hélène-Brion, dans le 13e arrondissement de Paris. Cette galerie représente également d'autres artistes du mouvement street-art, tels que Jace, Isaac Cordal et Jef Aérosol.
Mademoiselle Maurice partage son temps de travail entre Paris et un atelier à Marseille, situé dans le quartier de la Belle-de-Mai. Elle est très active sur les réseaux sociaux.

## Style
Les sujets de Marie Saudin s'appuient essentiellement sur l'art du pliage dénommé origami.
Ses œuvres, inspirées de cet art populaire du papier, créé en Chine, il y a deux mille ans, puis développé au Japon, sont collées sur des parois de béton, de ciment et souvent associées à une palette de couleurs très étendue évoquant l'arc-en-ciel .
Ses créations, hétéroclites et inattendues, se développent au hasard des façades des bâtiments, à même la rue, en opposition avec la « grisaille du béton » et soumis aux yeux des passantes et passants.
L'artiste allie l'art de la dentelle, de la broderie avec l'art ancestral de l'origami de façon personnelle. Selon le site d'art contemporain suisse Widewalls, Mademoiselle Maurice utilise cinq modèles différents pour créer ses œuvres : l'oiseau, la grue, la fleur, le bateau et le vent qui sont des éléments utilisés lors de la conception d'origamis .

## Carrière

### Années 2011 et 2012

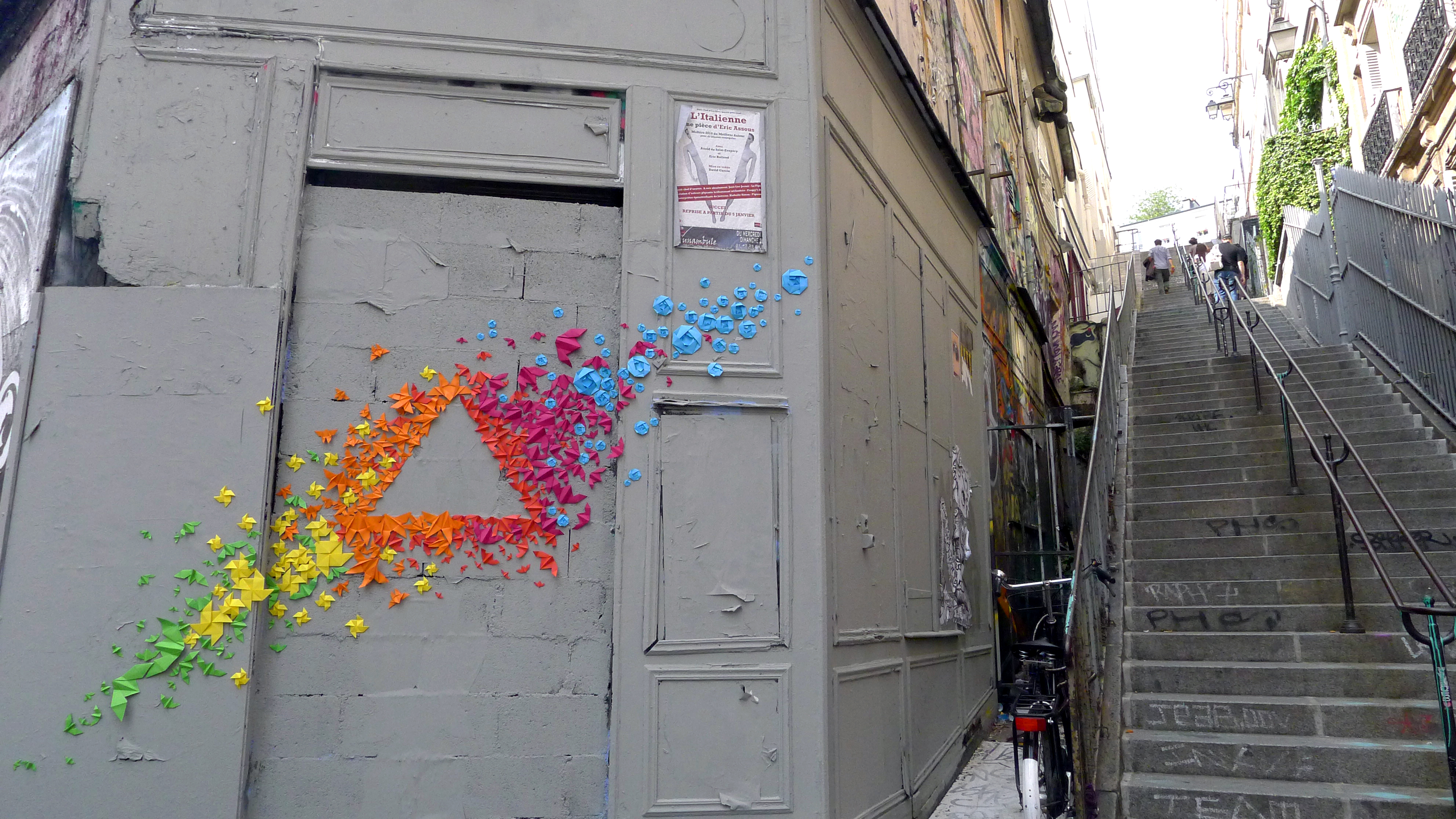
L'une des premières installations de Mademoiselle Maurice dans l'espace urbain, à Paris, en 2012.

Mademoiselle Maurice réalise une scénographie de 1 200 m2 lors d'un festival japonais organisé à Paris en 2011. L'année suivante, elle est sélectionnée pour une installation artistique au Royaume-uni. Cette même année le site d'architecture britannique, Bettery Magazine organise une rencontre entre Mademoiselle Maurice et l'Athlète handisport Aimee Mullins, qui aboutira à la création de l’œuvre éphémère « Take one, Give one ».

### Année 2013
En février, à l'occasion de la semaine de la réduction des déchets, la société Louis Vuitton propose une campagne de sensibilisation dans ses bureaux pour rappeler l’importance de l’économie et du recyclage du papier. Mademoiselle Maurice réalisera alors un portrait en origami de Louis Vuitton à partir de papiers récupérés dans les corbeilles à papier. Le mois suivant, l'artiste investit le grand espace sous la rotonde du Palais de Tokyo à Paris, avec et pour la marque Post-it.
En août, Mademoiselle Maurice crée une installation sur un mur de trente mètres de long d'un hôpital à Singapour, dans le but de partager un message de sensibilité au don d'organes et au don du sang. Elle collabore le mois suivant avec l'artiste Sarah Applebaum et elles réalisent ensemble une installation entre San Francisco et Oakland, pour Vice Magazine. Le même mois, elle investit le stade olympique d'Athènes avec une œuvre monumentale à l'occasion des quinze Ans d’Action Aid.
Au mois d'octobre, elle installe une œuvre dénommée dans la rue à Kosice en Slovaquie dans le cadre des Nuits blanches (Biela noc en slovaque).

### Année 2014

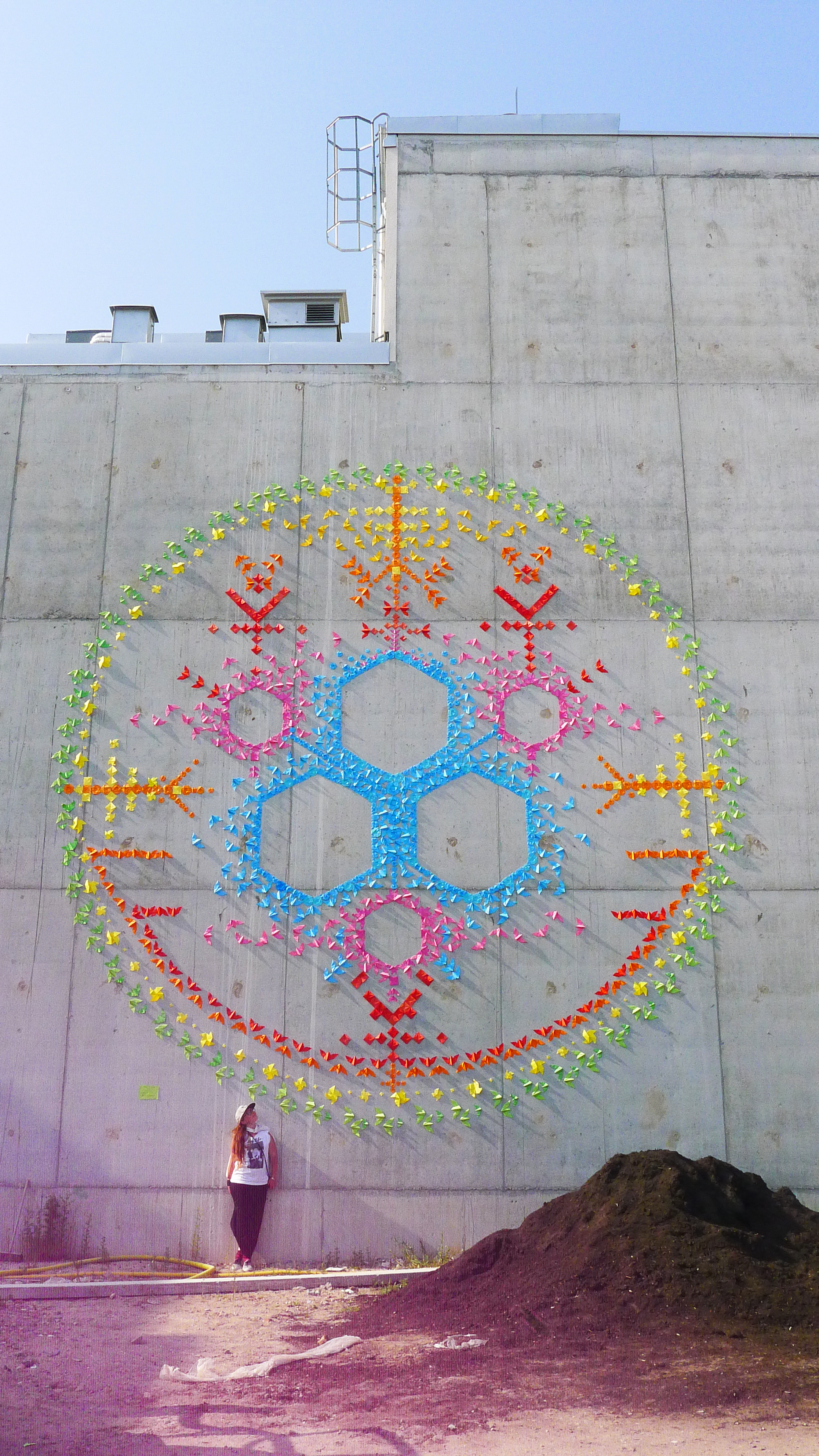
Intervention Mademoiselle Maurice sur un mur de Malmö en Suède pendant le festival Artscape en 2014

En tout début d'année, elle intervient sur le M.U.R,, rue Oberkampf à Paris. En mai, l'artiste participe à la première édition du festival Artscape, à Malmö en Suède. 
En août de la même année, elle participe au festival Emergence à Naxos en Sicile. Le mois suivant, elle participe au Hiyeaf Festival à Haikou en Chine, puis en octobre, elle réalise une installation dans le cadre d'une exposition collective à la piscine Molitor. Au cours du mois de décembre, elle réalise une installation à la Fondation Louis Vuitton.

### Année 2015
En février, Mademoiselle Maurice installe une œuvre à Paris pour l'émission "Blue Peter" de la BBC, puis en mars, elle présente avec Art Azoï une installation au Parc de La Villette. Au cours du mois de mai, elle installe une suspension au Musée national de Singapour.
Du 5 septembre au 4 octobre 2015, l'artiste expose au Carrousel du Louvre au sein de l’exposition collective « Le design fait la pluie et le beau temps » à l'occasion de l'évènement Paris Design Week.
Durant la même période, à l'occasion de la sortie du nouveau logo du moteur de recherche Google, elle participe à l'évènement en réalisant une installation dans le vieil aéroport de Berlin "Tempelhof". Elle réalisera ensuite une installation monumentale sur le château de la Mogère à Montpellier et part ensuite au Mexique pour un shooting photo et la réalisation d’une anamorphose à partir d'origamis sur un mur. Le visuel généré est utilisé pour la mise en avant de la tablette Nexus 9.
Pour les fêtes de fin d’année, le ministère de la Culture et de la Communication a confié ses espaces d’accueil des sites de Valois et des Bons-Enfants à l’artiste plasticienne et Art Azoï.

### Année 2016

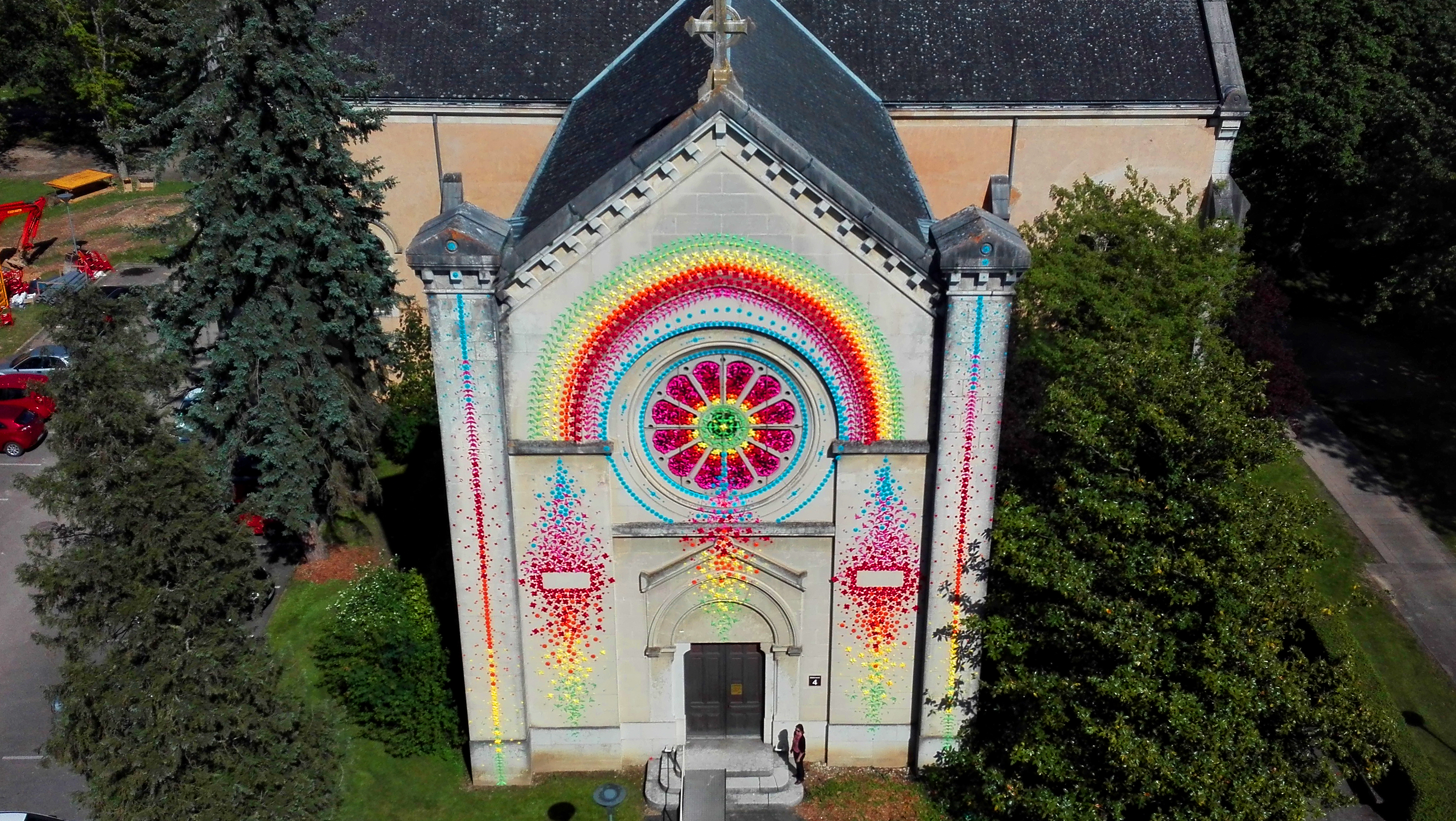
Centre psychothérapique de l'Ain, revisité par Mademoiselle Maurice en 2016

Au mois de mars, Mademoiselle Maurice expose à la galerie d'art urbain parisienne Mathgoth, puis à compter du 17 mai 2016, associée  au dispositif « Culture NoMad », du Centre Psychothérapique de l'Ain, située à Bourg-en-Bresse, elle imagine une installation monumentale, fresque éphémère, sur la façade de la chapelle du centre. Cette œuvre lui sera inspirée sur la base d'origamis réalisés par des centaines de participants .
La même année, l'artiste collabore avec le créateur Issey Miyake pour imaginer un visuel sur le parfum L’eau d’Issey City Blossomainsi que des installations dans les boutiques du créateur (New-York, Tokyo, Londres et Paris). Elle exposera ensuite deux pièces dans le cadre de l'exposition collective A Moment in Time à la galerie Saatchi à Londres.
La Maryland railway station de la Great Eastern Main Line, situé dans le Borough londonien de Newham bénéficie de l'action de « Miss Maurice » qui cette année-là, crée une fresque de soixante-cinq mètres de long. Celle-ci est composée de multiples carreaux de faïence peints dans une série de différentes couleurs.
En juin, Mademoiselle Maurice réalise sa plus grande installation sur Paris, intitulée Cycles lunaires. Il s’agit de la plus grande fresque artistique réalisée dans Paris intra-muros, d'une dimension de 2 000 m2 environ. L’immeuble mesurant 140 mètres de long sur 15 mètres de haut. En raison des conditions météorologiques incompatibles avec une installation faite à partir de papier, l'artiste inventera ce qu'elle appelle les Maurigamis, sorte de pochoirs qui reprennent l'esthétique de l'origami mais reproduite en peinture. Les maurigamis viendront compléter les premiers origamis de papier déjà installés sur le mur de la cité Paul Bourget dans le 13e arrondissement de Paris.
En octobre, l'artiste part pour le Brésil avec l'artiste SNEZ (formant leur duo Emès crew) pour plusieurs installations artistiques et socio-culturelles. Elle participe durant cette même période à l'événement Francs-Colleurs avec le collectif d'artistes 9e Concept. Le projet Francs Colleurs rassemble 46 artistes à travailler autour d’une forme graphique commune, la goutte, et à éditer des autocollants pour les coller en petit ou en format géant, sous la forme d'installations dans la rue.

### Année 2017
Durant cette période, elle collabore avec WWF et Tiger Beer dans le cadre de la campagne de sensibilisation pour aider à combattre le commerce illégal du tigre.

### Monographies
- Chrixcel (auteur), Mademoiselle Maurice : Origamismes vivants, Critères éditions, coll. « Opus Délits » (no 74), 2017, 72 p. (ISBN 9782370260536, présentation en ligne)